# Силин Олесь Опанасович
Оле́сь (Олекса́ндр) Опана́сович Си́лин  (* 9 жовтня 1913, Скадовськ, Херсонська область, Українська РСР — 12 квітня 2007, Київ, Україна) — український архітектор, Заслужений архітектор України та Заслужений працівник культури України. Герой України (2005).

## Біографія
Народився 9 жовтня 1913 року у Скадовську (нині Херсонської області). У 1931—1933 роках керував топографічними експедиціями в Сибіру, Забайкаллі, Монголії, Маньчжурії. У 1938—1940 роках — головний інженер фортифікаційного корпусу Тихоокеанського флоту, архітектор і зодчий, всебічно освічений фахівець з енциклопедичними знаннями.
Отримав досвід бойових операцій на Хасані й Халхин-Голі, зводив укріплення на Далекому Сході. У роки Другої світової війни — головний фортифікатор смуги оборонних рубежів України, Дону, Сталінграда. З часом — офіцер танкових військ, начальник у танковій розвідці штурмової армії прориву. У 1943 році, одразу після визволення Харкова, перший секретар ЦК КП(б)У Микита Хрущов забрав його, пораненого, під розписку зі шпиталю відбудовувати військову промисловість. Після війни — головний інженер-архітектор Центральної групи військ, відтворював Віденський оперний театр та собор Святого Стефана в столиці Австрії, архітектурні та індустріальні комплекси в Чехословаччині, Угорщині та Югославії. Очолював постійну наукову комісію різнопрофільних фахівців у справах реставрації меморіального будинку та садиби Кобзаря у провулку Тараса Шевченка в Києві, клопотався проблемами меморіального комплексу діячів української культури на вулиці Саксаганського, будинку Заньковецької, ансамблю Фролівського монастиря, колегії Галагана, брав участь у впорядкуванні Михайлової гори, досліджував фортифікаційні споруди Києва. Згодом реконструював Києво-Печерську лавру, Успенський собор, Михайлівський золотоверхий монастир, музей козацької слави на Хортиці, костьол Фара в Ізяславі, замок Кінгісепп в Естонії та Катериненський собор у Херсоні.

Могила Олеся Силина

Жив у Києві в будинку на Еспланадній вулиці, 32. Помер 12 квітня 2007 року у віці 93 років. Похований у Києві на Байковому кладовищі (ділянка № 24).

## Праці
Автор (співавтор) близько 50 наукових статей, автор понад 300 публіцистичних статей, сотень статей до «Української радянської енциклопедії», енциклопедичного довідника «Київ», «Зводу пам'яток історії та культури України» і книг «Народ мій є! Народ мій завжди буде!» (2003), «Фортеці Києва VI—XIX століть» (2003), «З моєї Шевченкіани» (2007).

## Нагороди
- Герой України (2005).
- Нагороджений орденами Червоного Прапора (1944), Вітчизняної війни I ст. (1944, 1945) і II ст. (1943), Червоної Зірки (1942, 1945), «За заслуги» III ступеня (1998), Ярослава Мудрого V ступеня (2004), почесною грамотою Президії ВР УРСР (1987).
- Заслужений архітектор України, Заслужений працівник культури України (1993).
- З 2004 року — Почесний громадянин міста Скадовська.

## Пам'яті Олеся Силина
Рішенням міської ради Скадовська № 259 від 27 квітня 2007 року одна з вулиць міста отримала ім'я Олеся Силина.
Також у Скадовську встановлено пам'ятник видатному земляку